# Gruppe der Liebeswerbungs-Schalen
Die Gruppe der Liebeswerbungs-Schalen (englisch Group of Courtin Cups) ist eine mit einem Notnamen bezeichnete Gruppe attisch-schwarzfiguriger Vasenmalerei. Die Schalen werden ans Ende des 6. Jahrhunderts v. Chr. datiert. Bekannte Vasenbilder der Gruppe zeigen ein homosexuelles Paar bei der Liebeswerbung (Namenvase) und ein Reiterbild. Die Bilder der Gruppe werden meist von weiß gedeckten oder in Umrisszeichnungen wiedergegebenen Augen (Augenschale) flankiert. Insgesamt ist das Repertoire gering und die Zeichnungen sind eher von schlechterer Qualität. 